# O, öppna mitt hjärta, min Herre, för dig
O, öppna mitt hjärta, min Herre, för dig är en psalm med textskriven 1913 av Anders Hansson med musik ur Lovsånger och andeliga visor 1874. Texten bearbetades 1985.

## Publicerad i
- Psalmer och Sånger 1987 som nr 687 under rubriken "Att leva av tro - Efterföljd - helgelse".[1]